# South Tweedsmuir Island
South Tweedsmuir Island – niezamieszkana wyspa w Basenie Foxe’a, w Archipelagu Arktycznym, w regionie Qikiqtaaluk, na terytorium Nunavut, w Kanadzie. W pobliżu South Tweedsmuir Island położone są wyspy: North Tweedsmuir Island (32,8 km) i Foley Island (39,2 km).
Wyspa nazwana na cześć Johna Buchana, 1. barona Tweedsmuir.